# Hochfelden (Francia)
Hochfelden è un comune francese di 3 322 abitanti situato nel dipartimento del Basso Reno nella regione del Grand Est.

## Società

### Evoluzione demografica
Abitanti censiti